# Ludwig von Neumayr
Ludwig Ritter von Neumayr (* 21. März 1810 in München; † 4. März 1895 ebenda) war ein deutscher Richter.

## Leben
Ludwig von Neumayr, Sohn des Staatsrats Clement Ritter von Neumayr (1766–1829) und Bruder des Politikers Max von Naumayr, studierte nach dem Gymnasialabschluss 1826 am (heutigen) Wilhelmsgymnasium München Rechtswissenschaften an der Ludwig-Maximilians-Universität München. 1827 wurde er Mitglied des Corps Bavaria München. Nach dem Studium und der Promotion zum Dr. jur. schlug er die Richterlaufbahn ein. 1835 wurde er Akzessist am Appellationsgericht München. 1838 wurde er Assessor am Kreis- und Stadtgericht München und 1840 am Appellationsgericht von Niederbayern in Passau. 1845 kam er als Appellationsgerichtsrat zum Appellationsgericht Schwaben in Neuburg a.d. Donau. 1851 wechselte er als Ministerialrat in das Bayerische Staatsministerium, wo er 1858 zum Generalsekretär ernannt wurde. 1860 wurde ihm die Leitung des Appellationsgerichts Oberbayern übertragen. 1868 wurde er zum Präsidenten des Oberappellationsgerichts München und 1884 zum Präsidenten des Bayerischen Obersten Landesgerichts berufen.
Neumayr wurde 1870 zum lebenslangen Mitglied des Bayerischen Reichsrats ernannt. Von September 1871 bis 1873 vertrat er Bayern im Bundesrat. Er war seit 1874 vom Bundesrat gewähltes Mitglied der fünfköpfigen Vorkommission zum Bürgerlichen Gesetzbuch. 1874 war er zudem Vorsitzender der vom Bundesrat eingesetzten Kommission zur Ausarbeitung einer deutschen Gemeinschuldordnung. Sein schriftlicher Nachlass wird in der Staatlichen Bibliothek Regensburg verwahrt.